# Norska strömmen

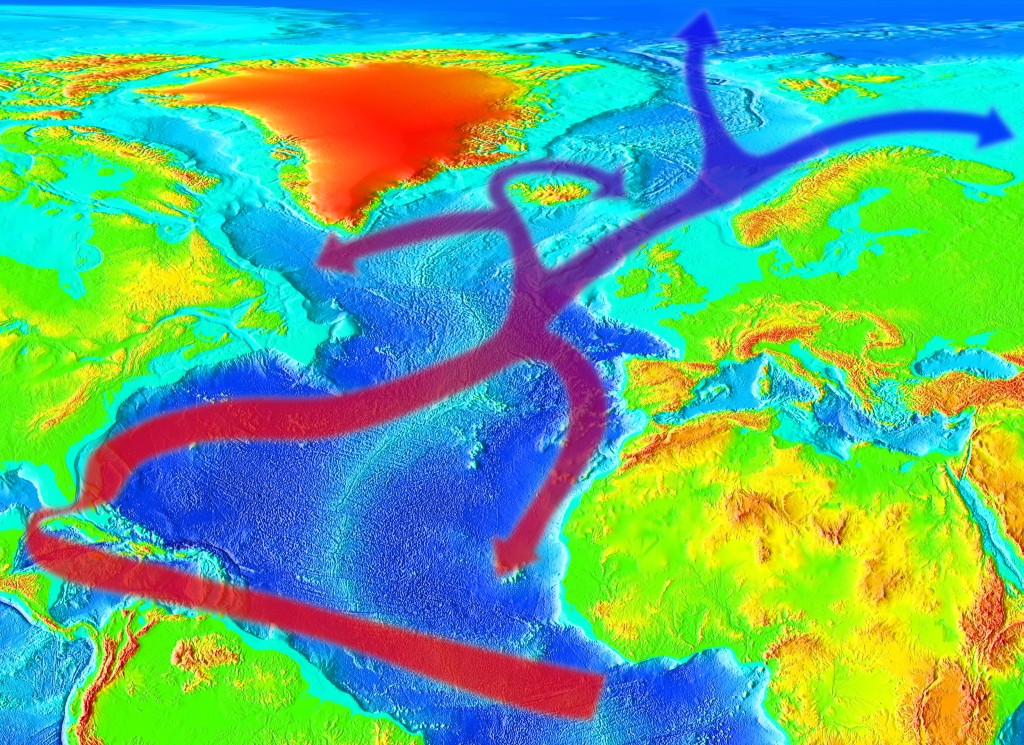
Golfströmmen varav Norska strömmen utgör den nordostligaste delen.

Norska strömmen eller Norska atlantströmmen är en havsström som utgör Golfströmmens och Nordatlantiska driftens nordliga fortsättning.
I Norge orsakar strömmen malströmmar vid bland annat Lofoten och Bodø.
Norska strömmen flyter västerut söder om Island och dess varma vatten är orsaken till att Norska havet hålls isfritt trots att havet ligger vid och ovanför polcirkeln. Den flyter sedan samman med östra grönlandsströmmen.